# پولی‌لیپیس تومنتلا
پولی‌لیپیس تومنتلا (اسپانیایی: queñoa de altura) این درخت کوتاه یا درختچه در گروه‌های کوچک و پراکنده در مرزهای کوهستانی بولیوی، شیلی و پرو یافت می‌شود. و در خاک‌های حاصل از آتشفشان‌ها رشد می‌کند. احتمال وجود جمعیت‌هایی از این گیاه در آرژانتین نیز مطرح شده، اما این موضوع هنوز تأیید نشده است.